# Association Sportive Cannes Volley-Ball (maschile)
L'Association Sportive Cannes Volley-Ball è una società pallavolistica maschile francese con sede a Cannes: milita nel campionato di Ligue A.

## Storia
Sorta nel 1942, fu negli anni ottanta che il Cannes arrivò al vertice: nel 1980 vinse la sua prima Coppa di Francia, seguita dal campionato nazionale e dalla Coppa CEV nel 1981. Nel 1983 fu finalista di Coppa dei Campioni. Al termine della stagione 2016-17 retrocede in Ligue B.
Grazie alla vittoria del campionato cadetto nell'annata 2017-18 la squadra ritorna nella massima divisione per la stagione 2018-19; nella stagione 2020-21 conquista per la decima volta lo scudetto.

## Rosa 2019-2020
| N° | Nome               | Ruolo | Data di nascita  | Nazionalità sportiva |
| -- | ------------------ | ----- | ---------------- | -------------------- |
| 1  | Roman Labazhevich  | C     | 28 gennaio 1999  | Francia              |
| 2  | Okan Demiryurek    | L     | 2 gennaio 2002   | Francia              |
| 3  | Mattéo Schalk      | S     | 10 marzo 2002    | Francia              |
| 4  | Matthew West       | P     | 1º ottobre 1993  | Stati Uniti          |
| 5  | Tom Liot           | P     | 28 agosto 1998   | Francia              |
| 6  | Adrian Aciobăniţei | S     | 24 agosto 1997   | Romania              |
| 7  | Oleksiy Klyamar    | S     | 11 aprile 1987   | Ucraina              |
| 8  | François Rebeyrol  | S     | 2 luglio 1999    | Francia              |
| 9  | Danijel Koncilja   | C     | 4 settembre 1990 | Slovenia             |
| 10 | Nohoarii Paofai    | C     | 12 novembre 1995 | Francia              |
| 11 | Wyllan Annicette   | O     | 19 novembre 2000 | Francia              |
| 12 | Tomas Manessier    | S     | 9 marzo 1998     | Francia              |
| 14 | Jérémie Mouiel     | L     | 4 maggio 1995    | Francia              |
| 15 | Kyle Russell       | O     | 25 agosto 1993   | Stati Uniti          |
| 16 | Kévin Rodriguez    | C     | 13 novembre 1994 | Francia              |
| 20 | Florent Izackovic  | P     | 15 agosto 2000   | Francia              |

## Palmarès
- Campionato francese: 10

1980-81, 1981-82, 1982-1983, 1985-86, 1989-90, 1990-91, 1993-94, 1994-95, 2004-05, 2020-21
- Coppa di Francia: 5

1984-85, 1992-93, 1994-95, 1997-98, 2006-07
- Coppa delle Coppe: 1

1998-99
- Coppa CEV: 1

1980-81